# Liste der Baudenkmäler in Zolling
Auf dieser Seite sind die Baudenkmäler in der oberbayerischen Gemeinde Zolling zusammengestellt. Diese Tabelle ist eine Teilliste der Liste der Baudenkmäler in Bayern. Grundlage ist die Bayerische Denkmalliste, die auf Basis des Bayerischen Denkmalschutzgesetzes vom 1. Oktober 1973 erstmals erstellt wurde und seither durch das Bayerische Landesamt für Denkmalpflege geführt wird. Die folgenden Angaben ersetzen nicht die rechtsverbindliche Auskunft der Denkmalschutzbehörde.
 Die Liste gibt den Fortschreibungsstand vom 12. Januar 2018 wieder und umfasst 21 Baudenkmäler.

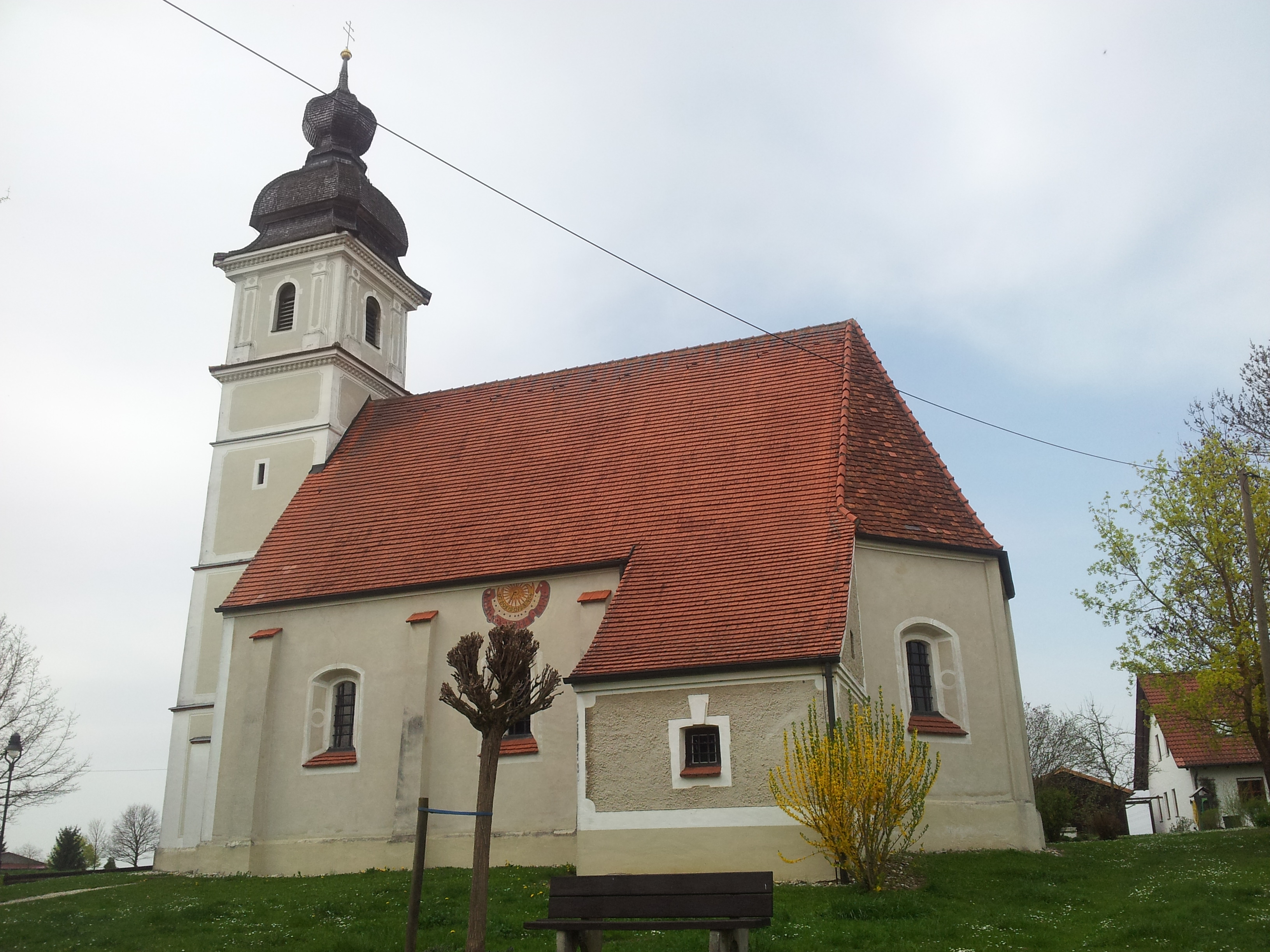
St. Ulrich in Thann

## Baudenkmäler nach Ortsteilen

### Zolling (Unterzolling)
| Lage                           | Objekt                                          | Beschreibung | Akten-Nr.    | Bild           |
| ------------------------------ | ----------------------------------------------- | --- | ------------ | -------------- |
| Freisinger Straße 4 (Standort) | Gasthof Alter Wirt                              | Stattlicher zweigeschossiger Bau mit Halbwalmdach, Putzbandgliederungen und Giebelbild, 1803 nach Brand des Vorgängerbaus errichtet.                                                                   | D-1-78-157-2 | weitere Bilder |
| Roiderstraße 2 (Standort)      | Pfarrhaus                                       | Kubischer zweigeschossiger Barockbau mit Walmdach, 1749. | D-1-78-157-3 | weitere Bilder |
| Rotnpeckstraße 5 (Standort)    | Katholische Pfarrkirche St. Johannes der Täufer | Stattlicher spätgotischer Saalbau mit eingezogenem Polygonalchor und angefügter Sakristei, zweite Hälfte 15. Jahrhundert, Westturmobergeschoss mit Spindelhelm Mitte 18. Jahrhundert; mit Ausstattung. | D-1-78-157-1 | weitere Bilder |
| Schulweg 8 (Standort)          | Mariengrotte                                    | Verputzte offene Kapelle, 1838; mit Ausstattung. | D-1-78-157-5 | weitere Bilder |

### Abersberg
| Lage                       | Objekt                                    | Beschreibung                                         | Akten-Nr.     | Bild           |
| -------------------------- | ----------------------------------------- | ---------------------------------------------------- | ------------- | -------------- |
| Weihrinner Holz (Standort) | Waldkapelle, sogenannte Holzbründlkapelle | Ädikulabau mit Giebelfassade, Mitte 19. Jahrhundert. | D-1-78-157-25 | weitere Bilder |

### Anglberg
| Lage                        | Objekt         | Beschreibung                                                    | Akten-Nr.    | Bild           |
| --------------------------- | -------------- | --------------------------------------------------------------- | ------------ | -------------- |
| Thanner Straße 1 (Standort) | Getreidekasten | Zweigeschossiger Blockbau mit Krüppelwalmdach und Lauben, 1716. | D-1-78-157-6 | weitere Bilder |

### Flitzing
| Lage                   | Objekt                                    | Beschreibung | Akten-Nr.    | Bild           |
| ---------------------- | ----------------------------------------- | --- | ------------ | -------------- |
| In Flitzing (Standort) | Katholische Filialkirche St. Bartholomäus | Kleiner Zentralbau über Vierpassgrundriss mit Zeltdach und Dachreiter im Stil des Barocks, 1709; mit Ausstattung. | D-1-78-157-7 | weitere Bilder |

### Gerlhausen
| Lage                               | Objekt                                | Beschreibung | Akten-Nr.    | Bild           |
| ---------------------------------- | ------------------------------------- | --- | ------------ | -------------- |
| Marchenbacher Straße 11 (Standort) | Katholische Filialkirche St. Valentin | Schlichter Saalbau mit gerade schließendem Chor und angefügter Sakristei, 2. Hälfte 16. Jahrhundert, Chorturmobergeschoss barock; mit Ausstattung. | D-1-78-157-8 | weitere Bilder |

### Hartshausen
| Lage                     | Objekt                                 | Beschreibung | Akten-Nr.    | Bild           |
| ------------------------ | -------------------------------------- | --- | ------------ | -------------- |
| Hartshausen 6 (Standort) | Katholische Filialkirche St. Stephanus | Saalbau mit Polygonalchor der Landshuter Schule und angefügter barocker Sakristei, 15. Jahrhundert, Chorwinkelturm im Kern älter; mit Ausstattung. | D-1-78-157-9 | weitere Bilder |

### Kratzerimbach
| Lage                       | Objekt                   | Beschreibung                                                                          | Akten-Nr.     | Bild                    |
| -------------------------- | ------------------------ | ------------------------------------------------------------------------------------- | ------------- | ----------------------- |
| Kratzerimbach 4 (Standort) | Wohnhaus eines Gutshofes | Stattlicher Bau mit Ziergiebel und Fensterrahmungen in historisierenden Formen, 1905. | D-1-78-157-10 | weitere Bilder          |
| Kratzerimbach 4 (Standort) | Historische Ausstattung  | In moderner Hofkapelle.                                                               | D-1-78-157-11 | Historische Ausstattung |

### Moos
| Lage                                        | Objekt                              | Beschreibung | Akten-Nr.     | Bild           |
| ------------------------------------------- | ----------------------------------- | --- | ------------- | -------------- |
| Moos 5 Im Moos Moos 5 d Moos 5 c (Standort) | Ehemalige Gutsanlage mit Fischzucht | Als Sommersitz errichtet für den Münchner Konsul Hugo Kustermann, in historisierenden Formen 1916 errichtet. Mehrflügelige Anlage in malerischer Anordnung um Innenhof unter Verwendung spätgotischer Stilelemente, sämtliche Bauten mit steilen Giebeldächern und Holzverschalung: ehemaliges Herrenhaus, an der Südseite gelegener zweigeschossiger Steildachbau mit Holzverschalung und Innenausstattung; ehemaliger Kuhstall (Westflügel), zweigeschossiges Satteldachgebäude mit Holzverschalung und Schleppgauben und nordwestlich angefügtem erdgeschossigem Pferdestall mit Durchfahrt zum Innenhof; ehemaliges Fischlager und Räucherhaus (Nordostflügel), erdgeschossiger holzverschalter Satteldachbau mit Dachreiter; ehemalige Remise, erdgeschossiger Holzständerbau mit Satteldach; ehemaliges Fischbruthaus, zweigeschossig mit beidseitigem Treppenzugang zum mittigen Zwerchhaus; ehemaliges Nebengebäude im Nordwesten, zweigeschossiger Schopfwalmbau aus Ziegelstein und in Ständerbauweise; Reste von den aus Amper-Altwasser angelegten Fischteichen. | D-1-78-157-26 | weitere Bilder |

### Oberappersdorf
| Lage                             | Objekt                     | Beschreibung                                       | Akten-Nr.     | Bild                       |
| -------------------------------- | -------------------------- | -------------------------------------------------- | ------------- | -------------------------- |
| Nähe Hauptstraße (Standort)      | Kriegerdenkmal für 1914/18 | Georgsfigur auf gotisierender Säule mit Postament. | D-1-78-157-13 | Kriegerdenkmal für 1914/18 |
| Nandlstädter Straße 1 (Standort) | Historische Ausstattung    | In moderner katholischer Pfarrkirche St. Georg.    | D-1-78-157-12 | weitere Bilder             |

### Oberzolling
| Lage                      | Objekt  | Beschreibung                                                                                 | Akten-Nr.     | Bild           |
| ------------------------- | ------- | -------------------------------------------------------------------------------------------- | ------------- | -------------- |
| Oberzolling 13 (Standort) | Kapelle | Putzbau mit eingezogenem Polygonalchor und Giebeltürmchen, 18. Jahrhundert; mit Ausstattung. | D-1-78-157-16 | weitere Bilder |

### Palzing
| Lage                             | Objekt                             | Beschreibung | Akten-Nr.     | Bild                       |
| -------------------------------- | ---------------------------------- | --- | ------------- | -------------------------- |
| Haindlfinger Straße 3 (Standort) | Wohnteil des Dreiseithofes         | Erdgeschossiges Bauernhaus mit Greddach, zweite Hälfte 19. Jahrhundert.                                                                           | D-1-78-157-19 | Wohnteil des Dreiseithofes |
| Moosäcker (Standort)             | Wegkapelle                         | Neugotischer Putzbau mit Apsis, Mitte 19. Jahrhundert; mit Ausstattung.                                                                           | D-1-78-157-20 | Wegkapelle                 |
| Nähe Wirtsbergstraße (Standort)  | Katholische Filialkirche St. Georg | Frühbarocker Saalbau mit leicht eingezogenem Polygonalchor, angefügter Sakristei und Chorflankenturm mit Zwiebelhaube, von 1627; mit Ausstattung. | D-1-78-157-17 | weitere Bilder             |

### Siechendorf
| Lage                      | Objekt                           | Beschreibung            | Akten-Nr.     | Bild           |
| ------------------------- | -------------------------------- | ----------------------- | ------------- | -------------- |
| In Siechendorf (Standort) | Kapellenbildstock in Nischenform | Anfang 20. Jahrhundert. | D-1-78-157-22 | weitere Bilder |

### Thann
| Lage                          | Objekt                                    | Beschreibung                                                                                  | Akten-Nr.     | Bild           |
| ----------------------------- | ----------------------------------------- | --------------------------------------------------------------------------------------------- | ------------- | -------------- |
| Sebastianstraße 4 (Standort)  | Wohnteil des ehemaligen Kleinbauernhauses | Erdgeschossiger Satteldachbau mit Blockwänden, im Kern noch 17. Jahrhundert.                  | D-1-78-157-24 | weitere Bilder |
| Sebastianstraße 10 (Standort) | Katholische Wallfahrtskirche St. Ulrich   | Saalbau mit Polygonalchor, barockem Westturm und angefügter Sakristei, 1597; mit Ausstattung. | D-1-78-157-23 | weitere Bilder |